# Siegfried Klika
Siegfried Klika (* 19. August 1946 in Altenmarkt a.d.Alz) ist ein bayerischer Kommunalpolitiker (CSU). Von 2002 bis 2014 war er Erster Bürgermeister der oberbayerischen Stadt Waldkraiburg.

## Werdegang
Nach Hauptschulabschluss durchlief er zunächst eine dreijährige kaufmännische Lehre und absolvierte dann zur Weiterbildung ein Fachstudium. Im Anschluss war er neun Jahre im Industriemanagement und in der Ausbildung von Büro- und Industriekaufleuten tätig. Seit 1977 ist er Verwalter und Geschäftsführer von vier katholischen Kindertagesstätten und einer Sozialstation mit 100 Mitarbeitern in Waldkraiburg.
Nach seinem Einzug in den Stadtrat von Waldkraiburg fungierte er sechs Jahre als Sozialreferent. 1996 wurde er zum Zweiten Bürgermeister der Stadt gewählt, von 2002 bis 2014 amtierte er als Erster Bürgermeister. 